# Wille Brandt
Abel Jens Johannes Wilhelm „Wille“Rasmus Brandt (14. února 1865, Aasiaat – 2. listopadu 1921, Aasiaat) byl grónský lovec a člen první severogrónské zemské rady.

## Životopis
Wille Brandt byl synem námořníka Jacoba Andrease Larsena Brandta (1825–1898) a jeho druhé manželky Marie Steenholdtové (1832–1888). Dne 20. srpna 1893 se oženil se Sarou Mariane Magdalene Mikaelsenovou.
Wille Brandt byl aktivní jako lovec. V roce 1911 byl zvolen do první severogrónské zemské rady, kde setrval až do roku 1917. Pouze v roce 1915 ho zastupoval jeho bratranec Abia Brandt. Wille Brandt zemřel v roce 1921 ve věku 56 let v Aasiaatu.